# Westernland (schip, 1918)

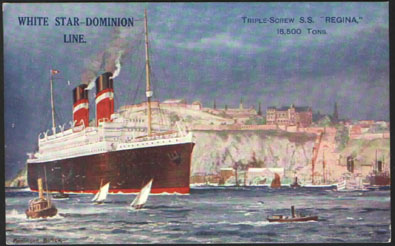
Regina onder de vlag van White Star Line

De SS Westernland was een trans-Atlantische oceaanlijner. Het schip heeft onder meer dienstgedaan voor de Belgische rederij Red Star Line.

## Geschiedenis

### Regina
Het schip werd oorspronkelijk gebouwd in opdracht van Dominion Line op de scheepswerf van Harland & Wolff te Belfast. De kiel van van het schip werd gelegd in 1913 maar door de oorlogsomstandigheden werd de bouw onderbroken. 
Toen de Britse marine meer scheepscapaciteit nodig had, werd de bouw in 1917 hervat. Het schip werd in 1918 ingezet als de Regina voor het troepentransport. 
Na de oorlog keerde het terug naar de scheepswerf voor verdere afwerking. Dit was rond 1920. Door gewijzigde economische omstandigheden had opdrachtgever Dominion Line het schip niet meer nodig en werd het gecharterd aan White Star Line. Vanaf 1922 werd de Regina ingezet op de route Liverpool-Halifax-Portland in dienst van de Dominion/White Star Line.

### Red Star Line
In 1930 nam de Red Star Line de Regina in dienst. De scheepskleuren werden aangepast en het schip werd herdoopt tot Westernland (II). Op 9 januari vertrok de Westernland, voor zijn eerste reis in dienst van de rederij, van Antwerpen naar New York onder het gezag van kapitein E.L. Trant. Op 12 december 1934 vertrok de Westernland uit New York voor de laatste reis in dienst van de Red Star Line, de rederij zette haar activiteiten namelijk stop. Van de indrukwekkende vloot waren toen slechts de Pennland (II) en de Westernland (II) overgebleven.

### Bernstein
Arnold Bernstein, een Duitse reder uit Hamburg kocht in 1935 de naam van de rederij en beide schepen. De schepen werden in Kiel aangepast voor het vervoer van passagiers in de aller-goedkoopste toeristenklasse en het transport van reeds geassembleerde auto’s.
In het begin van de 20ste eeuw werden uit Amerika geïmporteerde auto’s in onderdelen vervoerd, verpakt in kratten. De auto’s werden na aankomst in Europa geassembleerd. Na de Eerste Wereldoorlog specialiseerden verschillende rederijen zich in het vervoer van reeds geassembleerde auto’s, waardoor autofabrikanten veel transportkosten bespaarden.
De Joodse reder Bernstein kreeg in 1935 voor het eerst te maken met het nationaalsocialistische gerecht. Als gevolg van het anti-Joodse beleid onder het naziregime werden veel ondernemende Joden actief vervolgd door het gerecht. Op 25 maart 1937 werd Bernstein gearresteerd op beschuldiging van deviezensmokkel en valsheid in geschrifte. Hij werd veroordeeld tot 2,5 jaar gevangenisstraf en een boete van 400.000 dollar. Bernstein kon zijn boetes niet betalen en zijn zaken werden in beslag genomen. Na twee jaar werd hij vrijgelaten en kon hij naar Amerika vluchten.

### Holland-Amerika Lijn
In 1939 kocht de Holland-Amerika Lijn de Pennland en de Westernland voor de vaart op de route Antwerpen-New York.
Kort daarna brak de Tweede Wereldoorlog uit waardoor de Westernland de havens op het Europese vasteland niet meer kon bereiken. Het schip werd tijdelijk opgelegd in Engeland, waar het dienstdeed als de tijdelijke zetel van de Nederlandse regering in ballingschap.

### Troepentransport
In 1942 werd de Westernland gekocht door het Britse Ministerie van Oorlogstransport en gebruikt als troepentransportschip. Het werd ingezet als vlaggenschip van de vloot bij de operatie in Afrika 1940 onder leiding van generaal Charles de Gaulle.
Na het mislukken van de operatie werd de Westernland ingezet voor troepentransport in de Indische en de Atlantische Oceaan. Het schip werd tijdens de oorlog niet beschadigd.

### Einde
In 1947 werd de Westernland uiteindelijk verkocht voor de sloop. Het was het laatst overgebleven schip uit de vloot van de Red Star Line.
De Westernland was hier slechts vijf jaar in dienst, terwijl de schepen van de rederij gemiddeld 19 jaar in dienst bleven. Na de Rusland heeft de Westernland het record van de kortste dienst bij de Red Star Line.